# ヒガハス

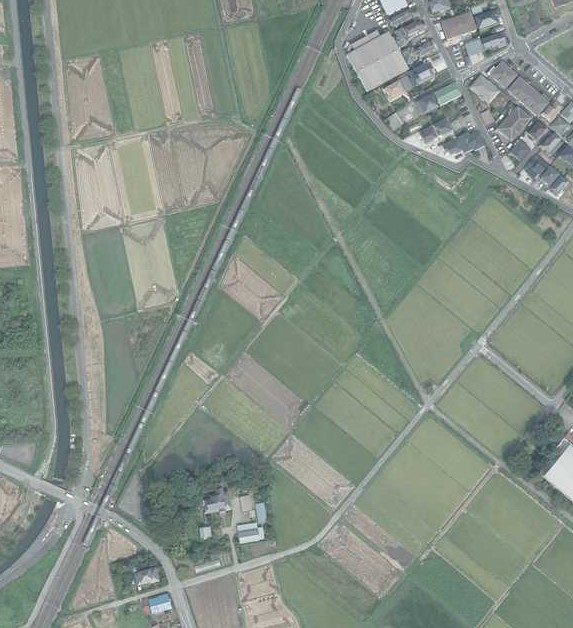
。2019年9月。

ヒガハスとは、埼玉県蓮田市にある、JR東日本東北本線（宇都宮線）の東大宮駅と同蓮田駅の間にある農地の俗称である。鉄道写真の撮影地として知られている。

## 概要
鉄道撮影の人気スポットとして撮り鉄（鉄道撮影を参照）に知られている。撮影地の周囲の道は、農地と農地の間の細い道である。周囲に飲食店はない。自動販売機もなく、水分補給はできない。訪問者の交流の場や、利便施設も整備されていない。
有名な撮影スポットになった理由としては、線形が直線で、周囲は田園地帯であるため列車を遮るものがないこと、これによって、編成が長い列車でも全景をフレームに収められること、またさらに、田畑と列車のコントラストが美しいこと、東北本線（宇都宮線）は普通列車の他に貨物列車や臨時列車が数多く走ることなどがあげられる。
1970年代は旧型電機が牽く臨時急行を含む客車列車や荷物列車、高頻度でやって来る特急・L特急・急行の電車・気動車など、被写体に事欠かず、東北新幹線の開業で昼行の優等列車が大幅に削減された後も、いわゆるブルートレインやカシオペア（それぞれ廃止前）など、寝台特急が数多く走ったことで撮影地としての知名度を保ち、現在でも珍しい列車が走る時には鉄道写真愛好家が数多く集まっている。
午前中は上り（上野方面）が順光となり、逆に午後は下り（宇都宮方面）が順光となる。列車の本数は一時間当たり、おおよそ12本ほどである。

## 撮影時の問題

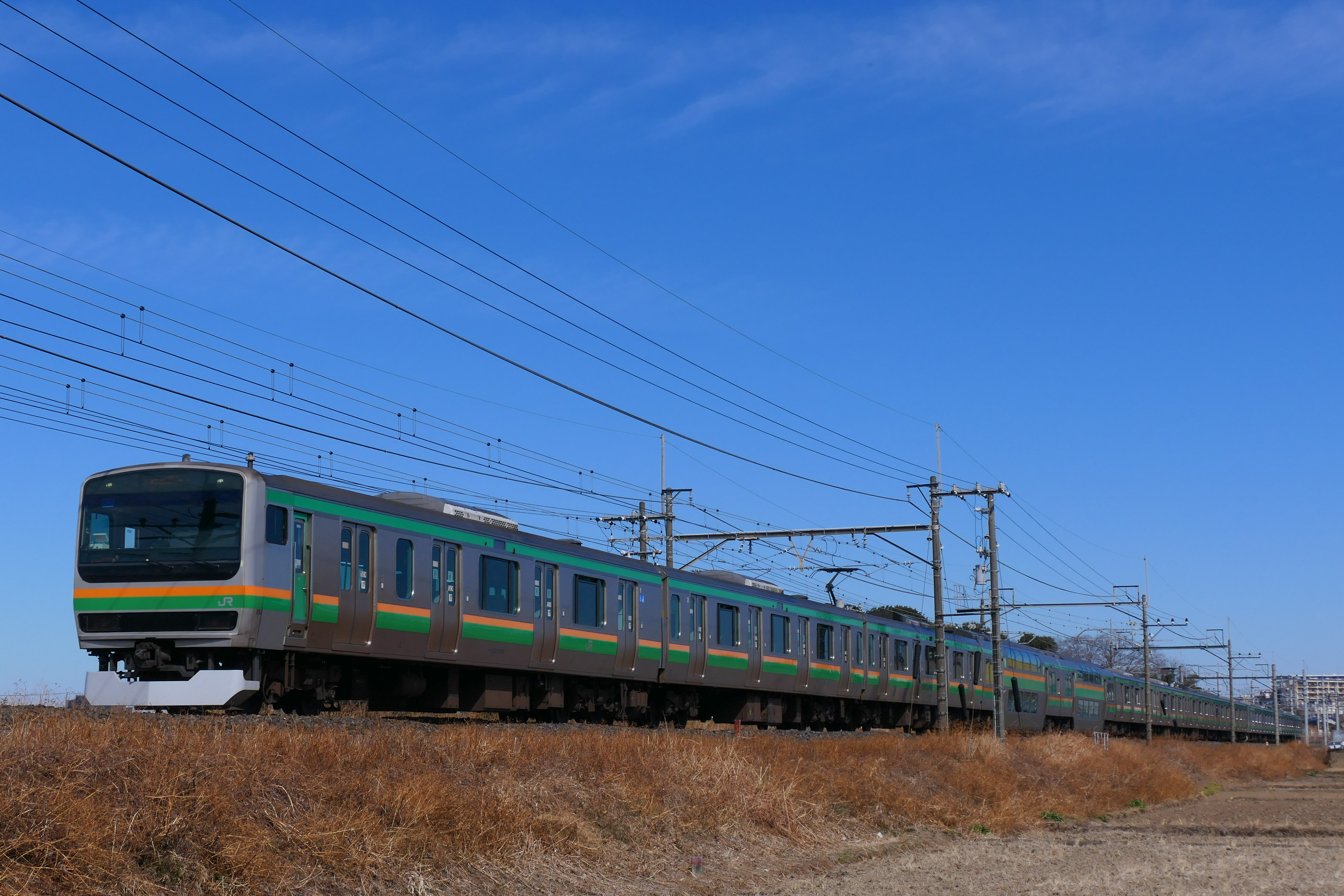
長編成の列車でも、手前をさえぎられずに撮影することができる。（2021年2月撮影）

撮影のために違法駐車をする鉄道ファンもいることから、珍しい列車が走る際には埼玉県警察の取り締まりも行われる。2019年4月には、臨時列車が通過するタイミングで鉄道ファンの前を横切った自動車に対し、一部の鉄道ファンが激高し罵声を浴びせかけたことが問題となった。また、さらにその罵声を浴びせている様子を別の鉄道ファンが撮影し、Twitterに公開するという「私刑」的な対応もあった。
蓮田市政策研究会議は2016年3月に、ヒガハスを訪問した者同士の交流を図ると同時に、ヒガハス訪問者の車問題・ゴミ問題・トイレ問題の軽減のため、ヒガハスの近くの公園を整備するよう提案したことがある。

## アクセス・近隣
- 蓮田駅東口から徒歩20分[2]から30分程度[4]
- 見沼代用水[2]